# Fatbursbrunnen 3 och 12

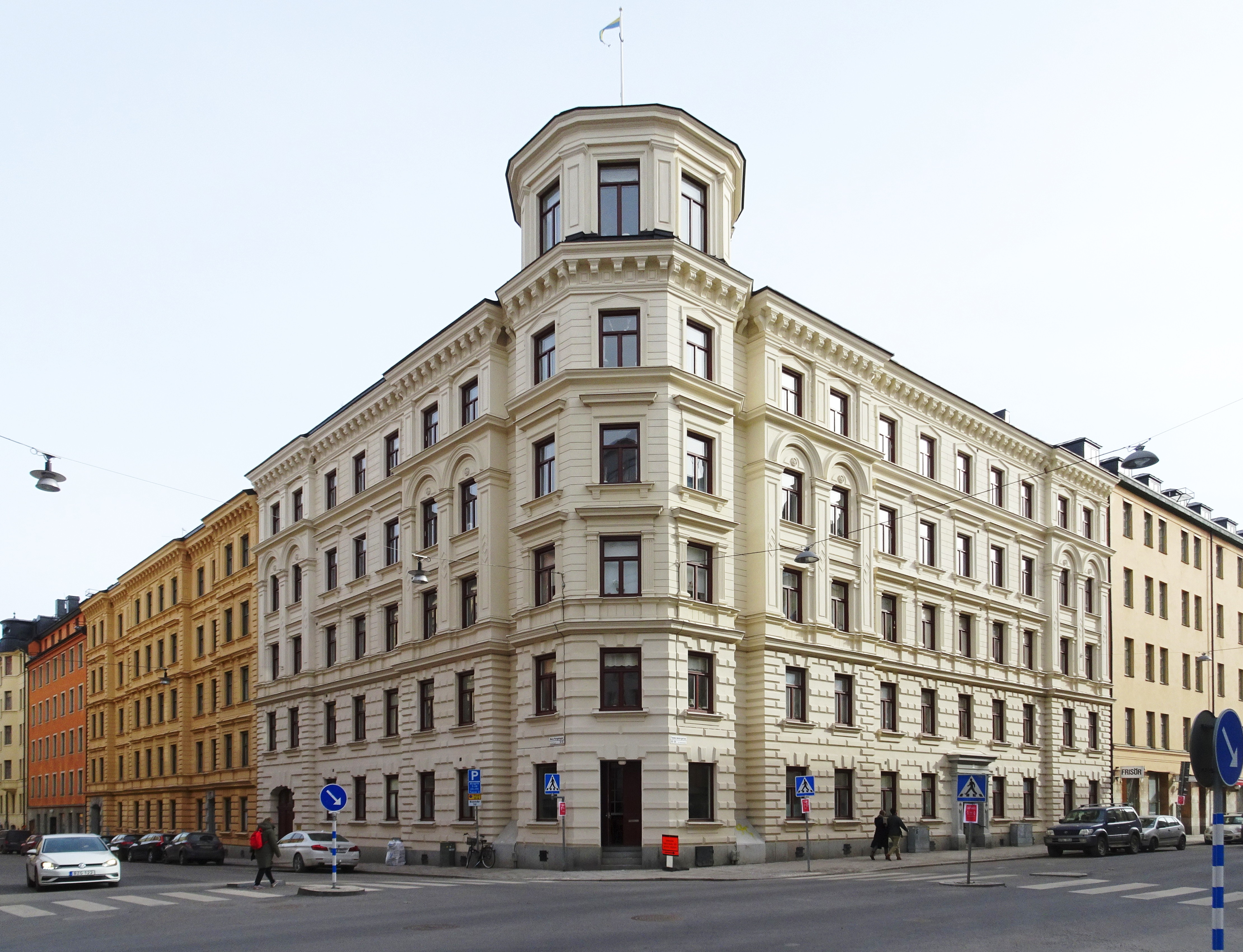
Fatbursbrunnen 12 och 3 (till vänster), mars 2021.

Fatbursbrunnen 3 och 12 är två kulturhistoriskt värdefulla bostadsfastigheter i kvarteret Fatbursbrunnen i hörnet Timmermansgatan 33 / Maria Prästgårdsgata 21 på Södermalm i Stockholm. Byggnaden uppfördes som bostadshus 1883–1885 efter ritningar av arkitekten och byggmästaren Carl Cederström. Dubbelfastigheten är grönmärkt av Stadsmuseet i Stockholm vilket innebär att den bedöms vara "särskilt värdefull från historisk, kulturhistorisk, miljömässig eller konstnärlig synpunkt".

## Kvarteret

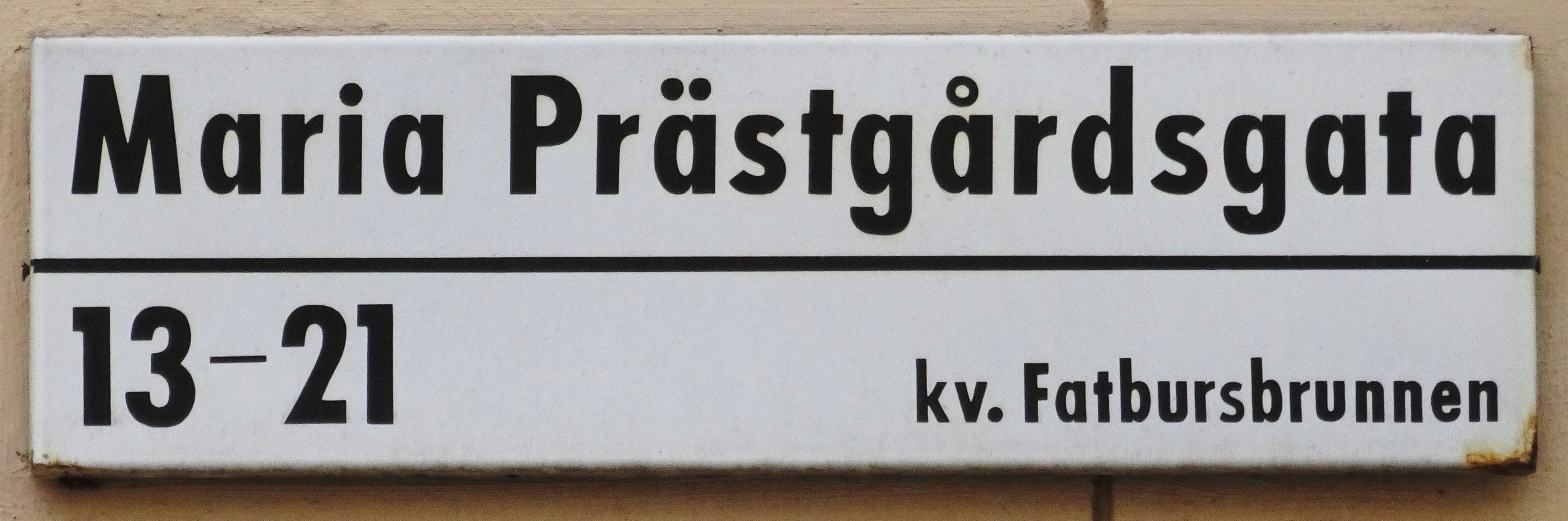
"Kv. Fatbursbrunnen"

Kvartersnamnet återfinns redan 1679 i Holms tomtbok och stavas där Fatteburens Brunnen. Kvarteret redovisas 1733 som Fatbursbrun (med ett ”n”) på Petrus Tillaeus karta och har där nr 76. Vid den tiden sträckte sig kvarteret i öster ända fram till Fatbursbrunnsgatan (dagens Björngårdsgatan) som slutade i söder vid sjön Fatburen. Det är denna sjö som gav upphov till kvarters- och gatunamnet. Nuvarande planstruktur fick kvarteret i samband med en gatureglering på 1870-talet vilken hade Lindhagenplanen som utgångspunkt. Swedenborgsgatan drogs fram och utgjorde kvarterets östra gräns. Samtidigt breddades Timmermansgatan som kortade kvarteret i väster.

## Bakgrund

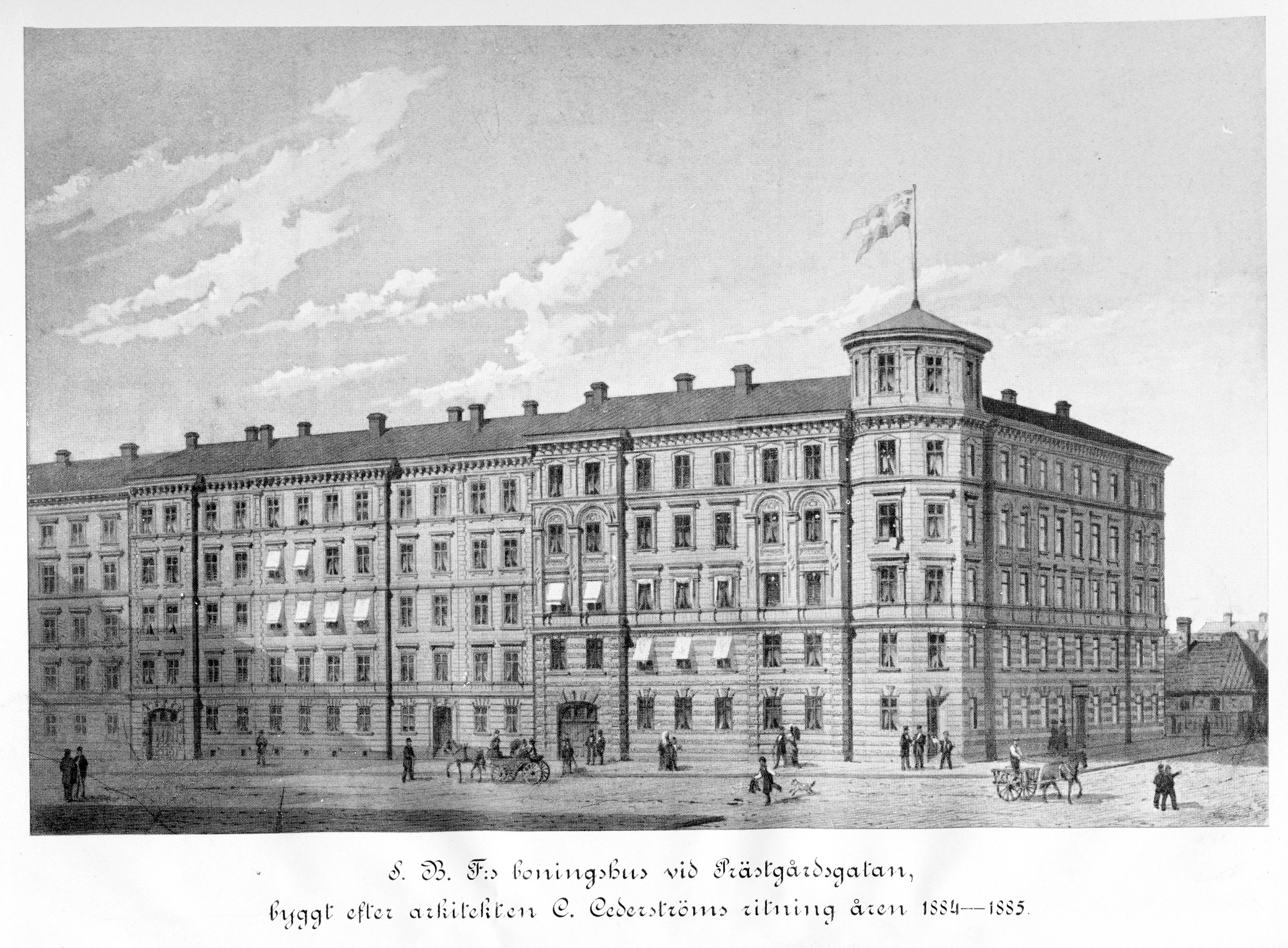
Södra Bostadsföreningens hus, presentationsritning från 1885.

Den attraktiva hörntomten Timmermansgatan / Maria Prästgårdsgata förvärvades 1883 av den 1879 grundade Södra Bostadsföreningen (SFB) som hade till uppgift att bygga flerbostadshus för föreningens mindre bemedlade medlemmar. Byggnaden stod färdig 1885 och var det första av de nya bostadshusen som växte fram i kvarteret under 1800-talets slut och 1900-talets början. 
SFB existerade fram till 1962 och samma år köptes båda fastigheter av HSB. 1970 fanns planer på att riva bebyggelsen men ärendet avskrevs. I oktober 1970 bildades bostadsrättsföreningen Fatbursbrunnen och efter en renovering och ombyggnad kunde de boenden flytta in 1974.

## Byggnad
Till arkitekt anlitade SFB byggmästaren Carl Cederström. Han ritade ett stort bostadskomplex som omfattade två fastigheter, Fatbursbrunnen 3 och 12. Huset fick fem våningar och hel källare och accentuerades av ett karakteristiskt hörntorn i sex våningar. Fasaderna gestaltades i kraftfull klassicerande putsarkitektur i nyrenässans. Fatbursbrunnen 3 har idag en gulaktig fasadkulör medan Fatbursbrunnen 12 är hållen i ljus beige. Fasaderna renoverades senast år 2015.
Eftersom lägenheterna var tänkta att hyras av mindre bemedlade ritade Cederström ett stort antal små lägenheter, huvudsakligen om ett, respektive två rum och kök. Badrum fanns inte och avträden låg på bakgården. Det var långt ifrån de stora påkostade lägenheterna om åtta eller nio rum och kök med separat kökstrappa, jungfrukammare och serveringsrum som uppfördes samtidigt i de nya kvarteren kring Birger Jarlsgatan. 
Bland de boenden fanns familjen Anders och Amanda Sjöman med sonen Vilgot Sjöman som växte upp här. Han beskriver huset i sin självbiografiska roman Linus och Blenda från 1979. Där återskapade han hela det myllrande hyreshuset vid Maria Prästgårdsgatan i 1930-talets Stockholm.
Först 1927 installerades toaletter. 1972 utfördes en komplett ombyggnad och modernisering till nutida standard som utfördes av byggnadsfirman Berggren & Holmgren. De tidigare små lägenheterna slogs ihop till 65 bostadsrätter fördelade på ettor, tvåor, treor och fyror på mellan 27 och 93 m², samt takvåningar på mellan 51 och 162 m². I februari 2021 såldes en tvåa om 56 m² för 5,6 miljoner kronor.

### Bilder

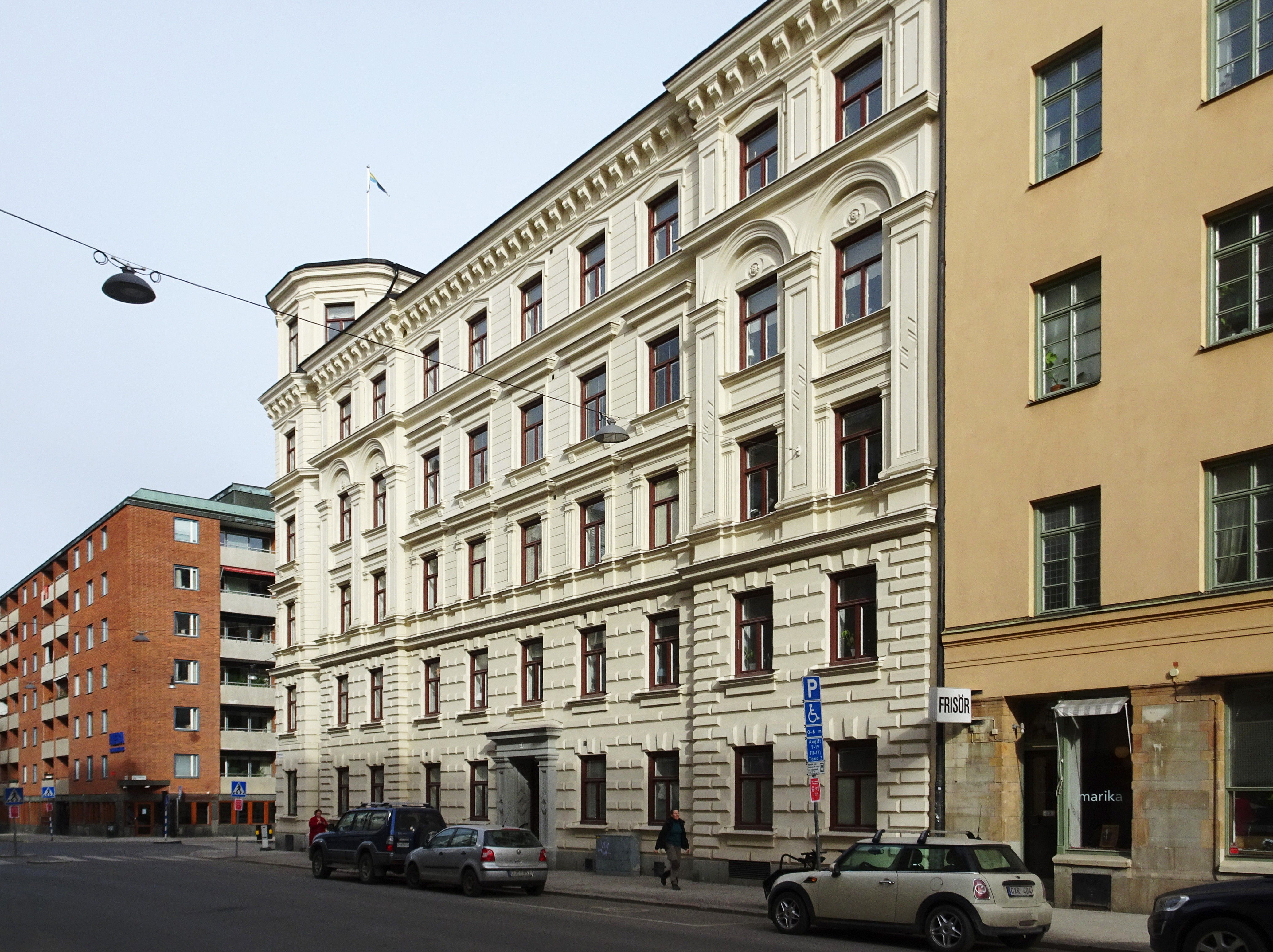
Fatbursbrunnen 12 mot Timmermansgatan.
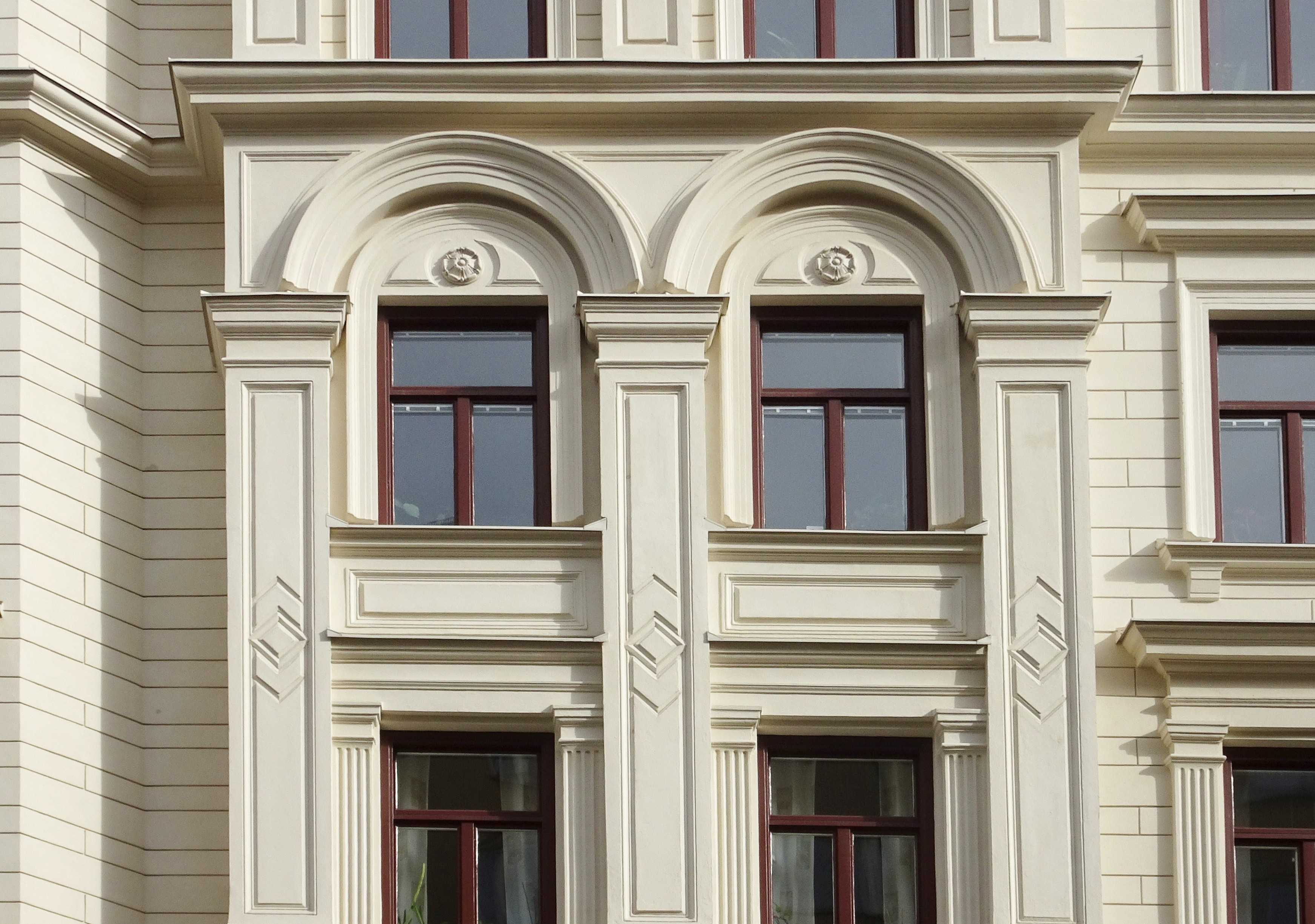
Fatbursbrunnen 12, fasaddetalj.
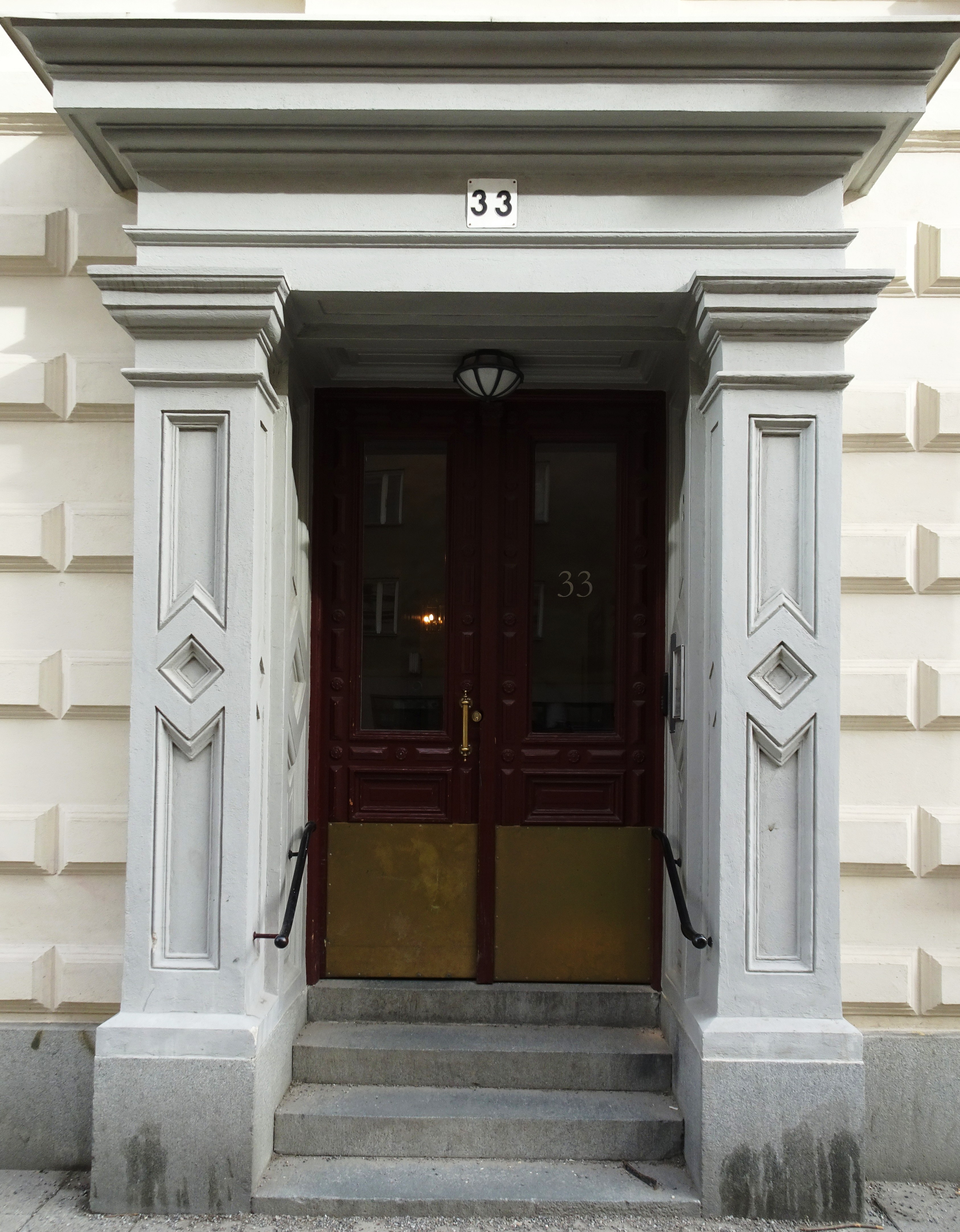
Fatbursbrunnen 12, entréport.
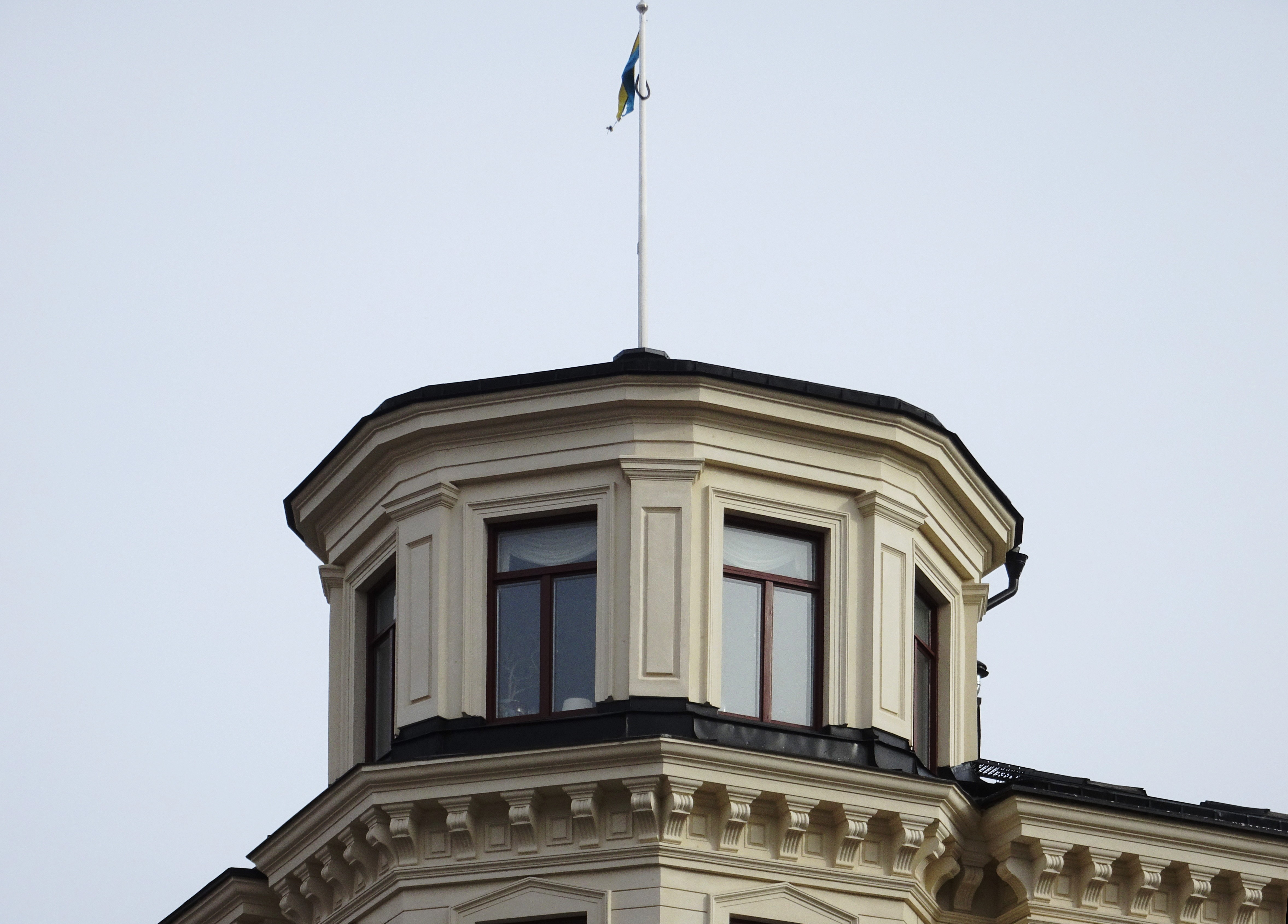
Fatbursbrunnen 12, tornrummet.
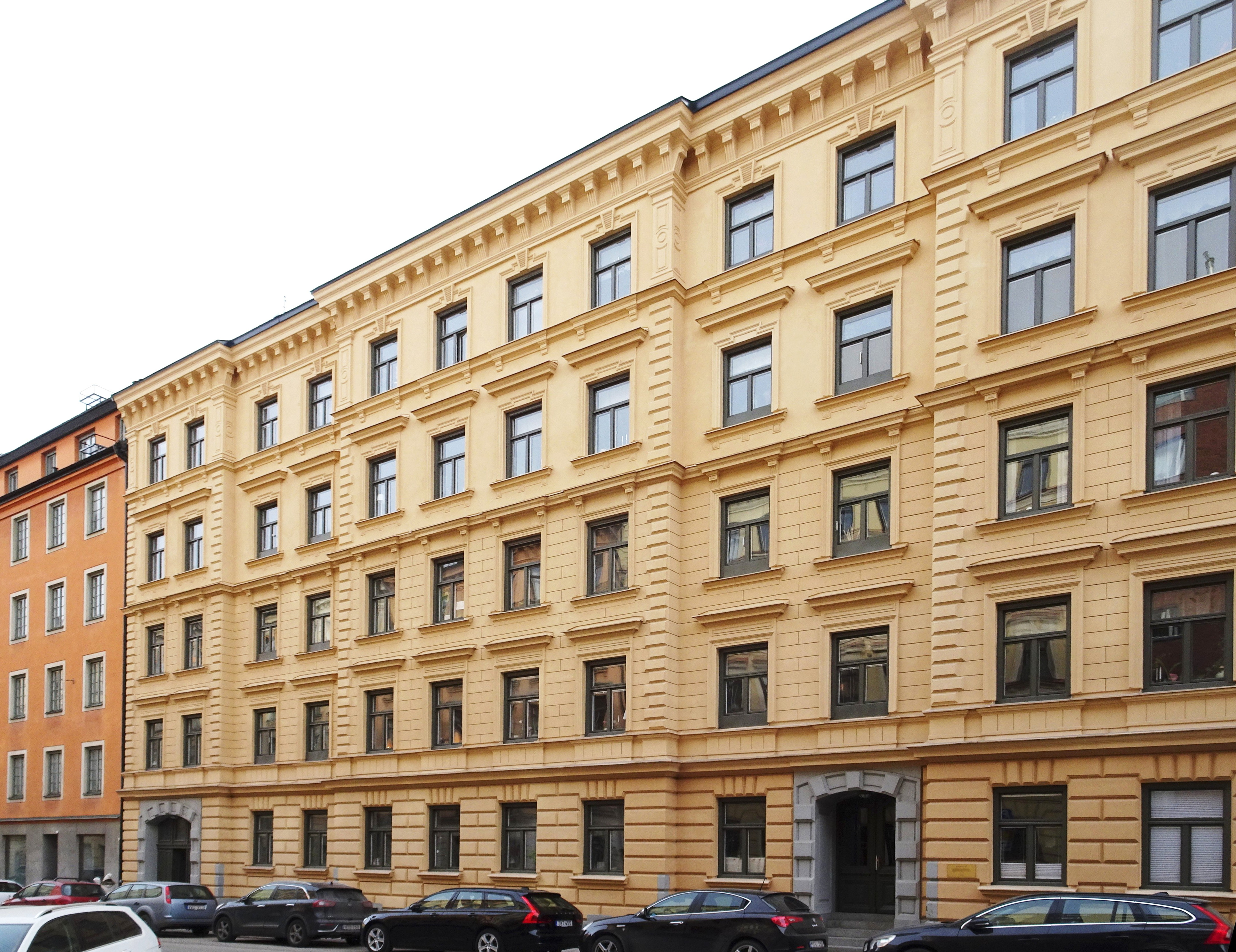
Fatbursbrunnen 3 mot Maria Prästgårdsgatan.

## Referenser

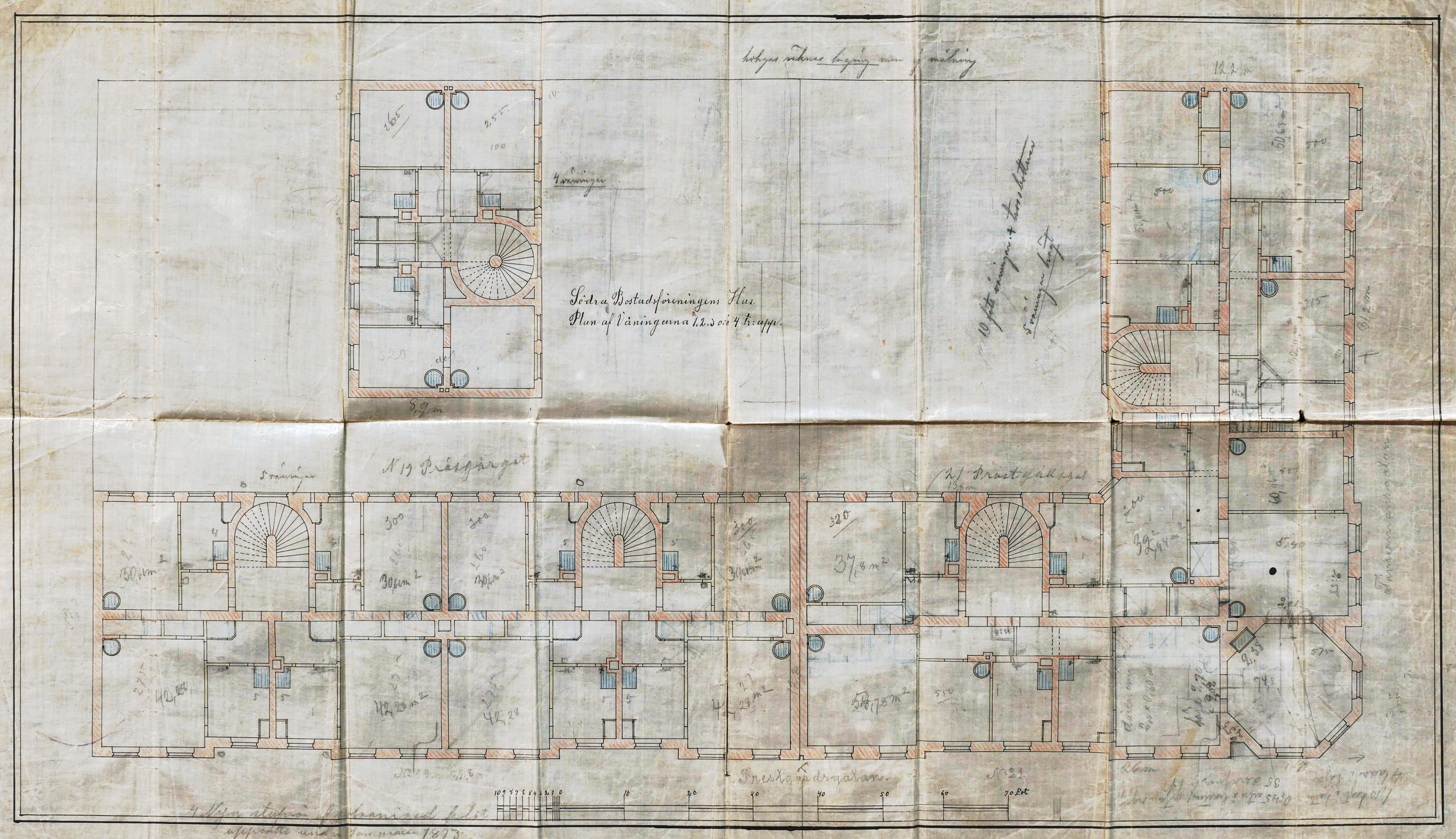
Fatbursbrunnen 3 och 12, originalritning från 1884, våningsplan. Ritningen är utförd på väv och illa medfaren, förmodligen fanns den ute på bygget. Blå är eldstäder och tegelmurar är markerade med rött.